# 지방도 제916호선
지방도 제916호선은 경상북도 김천시 아포읍 국사리 아포역사거리와 안동시 풍산읍 안교리 안교사거리를 잇는 경상북도의 지방도이다.

## 역사
- 2003년 2월 20일 : 노선 폐지 및 재지정.[1]
- 2006년 9월 11일 : 상주시 사벌면 매호리 400m 구간 선형 개량 개통[2]
- 2006년 11월 30일 : 상주시 낙동면 운평리 540m 구간 선형 개량 개통[3]
- 2021년 12월 6일: 국가지원지방도 승격 구간 제외 및 실연장 반영으로 총 연장을 93.8km에서 92.1km로 변경함.[4]

## 주요 경유지
- 김천시
  - 아포읍 아포역사거리 - 아포농공단지 - 인리 - 백모교 - 예리

- 구미시
  - 고아읍 외예리 - 내예리 - 연흥교 - 대방보건진료소 - 대방초등학교(폐교) - 황산리 - 신촌리 - 파산리 - 오로리 - 오로삼거리 - 오로사거리 - 선주교
  - 선산읍 선주교 - 1호광장 교차로 - 2호광장(이문3호광장) 교차로 - 이문삼거리 - 선산 나들목(죽장 교차로) - 봉곡 교차로 - 덕촌삼거리
  - 옥성면 덕촌보건지소 - 덕촌초등학교 - 대원저수지 - 대원리 - 산촌리 - 산촌마을입구

- 상주시
  - 낙동면 수정리 - 신오리 - (용포교 동단) - 낙동초등학교 용포분교 - 신오보건진료소 - 비룡교 - 비룡리 - 유곡리 - 승곡리 - 운평리 - 굴터고개
  - 동성동 거동동 - 인평동 - 서곡동 - 남천교 - 성동동
  - 남원동 상주농협 본점 - 상주하나로마트
  - 동문동 왕산역사공원 - 북문사거리 - (상주시민교회)
  - 계림동 냉림동 - 계림동주민센터 - 상산교사거리 - 복룡과선교 - 계룡교 교차로 - 계룡교 - 계산동 - 화산동 - 화산육교 - 중덕동 - 낙상교 - 낙상동
  - 사벌국면 (덕담교 동단) - 덕담리 - 묵하리 - 역곡교 - 매협리 - 매호리 - 매호보건진료소 - 상주예술촌(구 매호초등학교) - 상풍교

- 예천군
  - 풍양면 상풍교 - 낙상리 - (새마을휴게실) - 풍양사거리 - 오지사거리 - 흔효리 - 청곡리

- 의성군
  - 다인면 용곡리 - 용곡삼거리 - 지인교

- 예천군
  - 지보면 지인교 - (구마전) - 마전삼거리 - 지보리 - 도장리 - 도화리 - 신풍리 - 대죽리 - 암천리 - (구담교 북단)

- 안동시
  - 풍천면 구담리 - 장천교 - 도양리 - 풍천면사무소 - 도양삼거리 - 하회리 - 하회삼거리 - 가곡리
  - 풍산읍 소산리 - 소산교 - 안교리 - 안교사거리

## 중복 구간
- 구미시 고아읍 오로삼거리 ~ 선산읍 1호광장 교차로 : 국도 제33호선과 중복
- 구미시 선산읍 1호광장 교차로 ~ 2호광장(이문3호광장) 교차로 : 국도 제59호선과 중복
- 구미시 선산읍 1호광장 교차로 ~ 덕촌삼거리 : 국가지원지방도 제68호선과 중복
- 구미시 옥성면 산촌마을입구 ~ 상주시 낙동면 용포교 동단 : 지방도 제912호선과 중복
- 예천군 풍양면 (새마을휴게실) ~ 예천군 지보면 마전삼거리 : 지방도 제923호선과 중복
- 예천군 풍양면 풍양사거리 ~ 오지사거리 : 국도 제59호선과 중복
- 의성군 다인면 용곡삼거리 ~ 예천군 지보면 (구마전) : 국도 제28호선과 중복
- 안동시 풍천면 도양삼거리 ~ 가곡리 : 지방도 제914호선과 중복

## 도로명
- 김천시 아포읍 아포역사거리 ~ 구미시 고아읍 오로삼거리 : 포아로
- 구미시 고아읍 오로삼거리 ~ 선산읍 1호광장 교차로 : 선산대로
- 구미시 선산읍 1호광장 교차로 ~ 상주시 남원동 상주농협 본점 : 선상서로
- 상주시 남원동 상주농협 본점 ~ (상주시민교회) : 왕산로
- 상주시 남원동 (상주시민교회) ~ 계림동 냉림동 : 냉림로
- 상주시 계림동 냉림동 ~ 상산교사거리 : 냉림1길
- 상주시 계림동 상산교사거리 ~ 계룡교 교차로 : 영남제일로
- 상주시 계림동 계룡교 교차로 ~ 사벌면 덕담교 동단 : 아리랑로
- 상주시 사벌국면 덕담교 동단 ~ 예천군 풍양면 풍양사거리 : 상풍로
- 예천군 풍양면 풍양사거리 ~ 오지사거리 : 삼강로
- 예천군 풍양면 오지사거리 ~ 청곡리 : 풍지로
- 의성군 다인면 용곡리 ~ 용곡삼거리 : 용곡길
- 의성군 다인면 용곡삼거리 ~ 예천군 지보면 (구마전) : 서부로
- 예천군 지보면 (구마전) ~ 안동시 풍산읍 안교사거리 : 지풍로